# Carl Deichmann
Carl Deichmann (* 1946 in Herschbach) ist ein deutscher Politikdidaktiker und emeritierter Hochschullehrer. Er hatte von 1999 bis 2011 den Lehrstuhl für Didaktik der Politik an der Friedrich-Schiller-Universität Jena inne.

## Werdegang
Deichmann nahm 1967 an der Universität Mainz ein Studium der Geschichte, Soziologie, Politikwissenschaft und Geographie auf. Aufgrund der Einberufung zur Bundeswehr wurde das Studium eineinhalb Jahre unterbrochen. Nach seinem Studium bis 1972 schloss er sein Referendariat mit dem II. Staatsexamen ab und arbeitete als Gymnasiallehrer. Seit 1978 war er Lehrbeauftragter an den Universitäten Trier und Mainz. Von 1980 bis 1985 war er als Fachleiter am Studienseminar für Politiklehrer tätig. Er promovierte 1981 über Das Konzept der politisch-sozialen Realität als didaktisches Problem der politischen Bildung an der Universität Augsburg. Eine Tätigkeit als Fachberater für Sozialkunde folgte im Kultusministerium in Rheinland-Pfalz. Ab 1998 nahm er eine Vertretungsprofessur an der Universität Jena am Institut für Politikwissenschaft für den Bereich Politikdidaktik an. Bereits ein Jahr später wurde er auf den Lehrstuhl berufen und war hier bis zu seiner Emeritierung 2011 als ordentlicher Professor tätig.

## Publikationen (Auswahl)
- mit Michael May: Orientierungen politischer Bildung im „postfaktischen Zeitalter“, Springer 2019. ISBN 978-3-658-23850-6
- Der neue Bürger: politische Ethik, politische Bildung und politische Kultur (= Politische Bildung). Springer VS, Wiesbaden 2015, ISBN 978-3-658-01387-5.
- Leistungsbeurteilung im Politikunterricht, Schwalbach/Ts. 2009. ISBN 978-389974494-1.
- Symbolische Politik und politische Symbole: Dimensionen politischer Kultur, Schwalbach/Ts. 2007. ISBN 978-389974357-9.
- Lehrbuch Politikdidaktik, Oldenbourg, München/Wien 2004. ISBN 978-348627507-0.